# Sarnówka (Ukraina)
Sarnówka (ukr. Сарнівка) – wieś na Ukrainie w rejonie lwowskim (wcześniej w rejonie żółkiewskim) obwodu lwowskiego.